# Dvärgmangust
Dvärgmangust (Helogale parvula) är en däggdjursart som först beskrevs av Carl Jakob Sundevall 1847.  Helogale parvula ingår i släktet Helogale och familjen manguster. IUCN kategoriserar arten globalt som livskraftig.

## Utseende
Dvärgmangusten blir 18 till 26 cm lång (huvud och bål), har en 12 till 20 cm lång svans och väger cirka 275 g. Pälsen bildas av grå och bruna hår i olika nyanser. Ofta är extremiteterna och svansen mörkare. Allmänt är kroppen smal och långsträckt. Arten har en spetsig nos och korta öron. Vid kinderna och vid analöppningen finns körtlar. De senare mynnar i ett organ som liknar en påse. Dvärgmangustens ungar har blåa ögon som efter några veckor blir bruna. Artens övre hörntänder är långa och skarpa.

## Utbredning och habitat
Denna mangust förekommer i östra och södra Afrika från Etiopien och Somalia över Tanzania till norra Namibia, Botswana och Sydafrika. Den saknas i låglandet kring Kongofloden. Arten vistas i låglandet och i upp till 2000 meter höga bergstrakter. Habitatet utgörs av öppna skogar, savanner med glest fördelade träd och av buskmarker.

## Ekologi
Individerna lever i flockar och etablerar en hierarki. Ungar föds bara av den dominanta honan. Hon har mellan november och maj upp till tre kullar med cirka tre ungar per kull. Dräktigheten varar 49 till 56 dagar. Ungarna föds i lyan och efter några dagar uppfostras de även av andra honor från flocken. Efter 5 till 6 veckor syns ungarna för första gången utanför lyan och de bevakas vanligen av tre vuxna individer. Efter cirka 45 dagar slutar modern helt med digivning. För kommunikationen finns olika läten. Till exempel finns olika varningsrop för flygande respektive markbundna fiender. Dvärgmangusten reagerar även på varningsläten från andra djur, till exempel från hyraxar eller näshornsfåglar.
Flocken bildas i genomsnitt av nio vuxna djur och av deras ungar. Allmänt varierar antalet vuxna djur mellan 2 och 21. De försvarar ett revir mot artfränder från andra flockar. Flera objekt i reviret samt andra flockmedlemmar markeras med körtelvätska. I territoriet används en termitstack som lya. Vid revirets gränser kan det finnas en liten överlappning med en annan flocks revir.
Grupper av dvärgmanguster syns ofta framför lyan när de solbadar eller när de vårdar varandras päls. De äter huvudsakligen insekter samt några frukter och ibland mindre ryggradsdjur eller ägg.
Dvärgmangusten jagas själv av olika rovfåglar som blek sånghök, stridsörn eller savannörn. På land räknas ormar som pufform eller arter av giftsnoksläktet Naja till artens fiender. Dessutom jagas den av större manguster och av andra rovdjur.

## Underarter
Arten delas in i följande underarter:
- H. p. parvula
- H. p. ivori
- H. p. mimetra
- H. p. nero
- H. p. ruficeps
- H. p. undulatus
- H. p. varia